# Matomo
Pour l’article homonyme, voir Matomo (logiciel).
Matomo est une commune du Mali, dans le cercle de Macina et la région de Ségou. Les nombres de conseillers est de 17 dont 06 conseillères.
Le nombre d'agent présent est de 8 dont deux fonctionnaires des collectivités qui sont Mr Vieux Tieman Diakité et Mariam Tangara
Vus la situation sécuritaire le taux de recouvrement était très faible, mais avec la stabilisation actuelle les choses se sont evoluées avec le temps où les TDRL et les différents taxes ont connu des améliorations entre 2022 et 2023.